# Ras al Hadd
Ras al Hadd (en arabe : رأس الحد) est un village côtier du Sultanat d'Oman situé dans le district de Ach-Charqiya.
Il est considéré comme le point le plus oriental du sultanat et est un cap positionné à la conjonction du golfe d'Oman et de la mer d'Arabie (ou mer d'Oman). C'est également le premier endroit où le soleil se lève dans le monde arabe.

## Économie locale
La population vit essentiellement de la pêche.

## Biodiversité

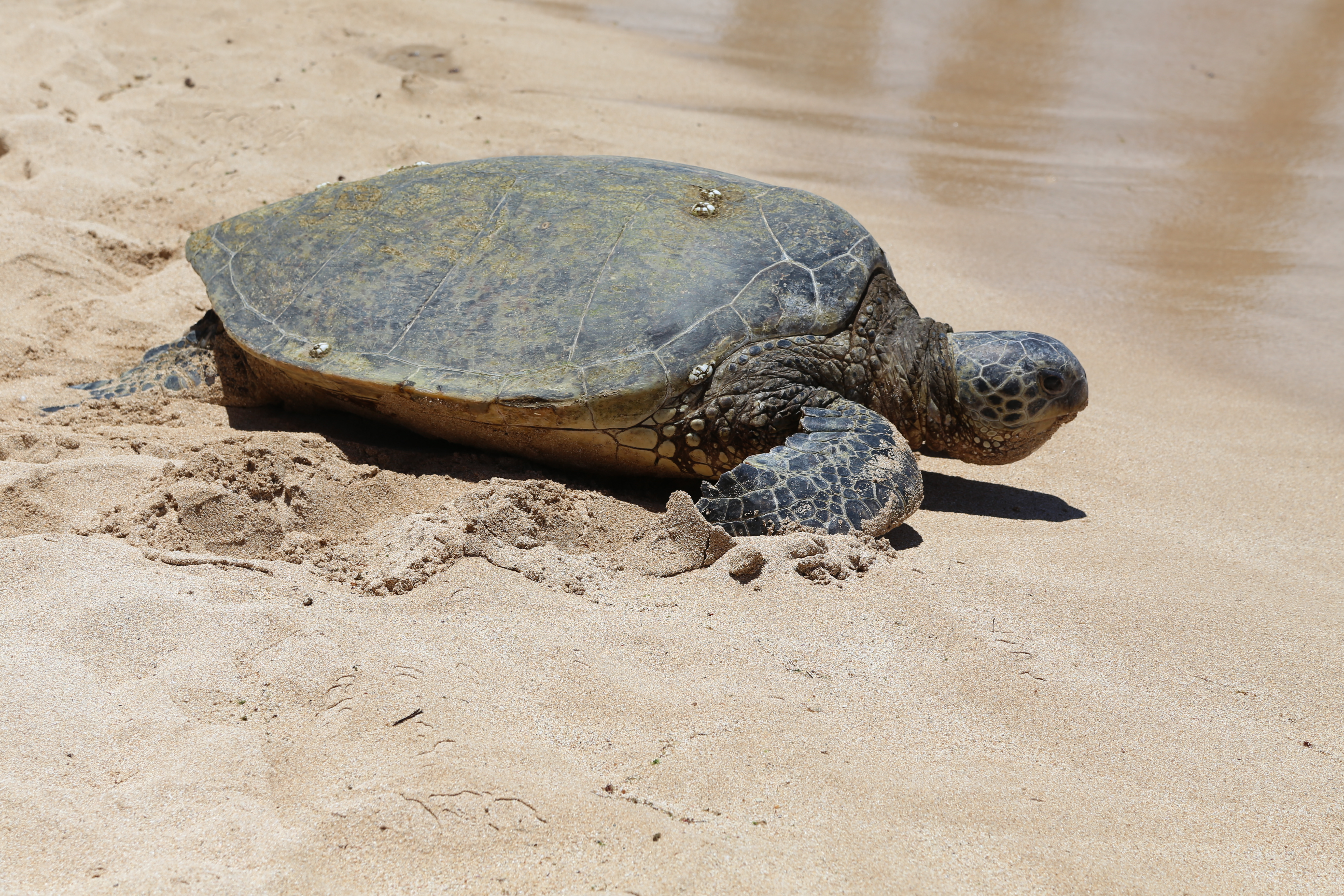
Tortue verte (Chelonia mydas)

Les plages de sable fin de Ras al Hadd et celles de la localité voisine de Ras al-Jinz (en) (رأس الجنز) sont réputées pour être des lieux de ponte pour les tortues vertes (Chelonia mydas) et caouannes (Caretta caretta).

## Curiosités
Une forteresse qui remonte au milieu du XVIe siècle est située au centre du village.

## Histoire
Une piste asphaltée a servi de piste d’atterrissage d'urgence pendant la Seconde Guerre mondiale.